# Gheorghe D. Marinescu
Gheorghe D. Marinescu (n. 21 septembrie 1919, Pitești – d. 10 martie 1987, București) a fost un matematician român, membru titular (1974) al Academiei Române.